# Mylyn
A Mylyn (ejtsd: ˈmaɪlɪn') az Eclipse egy alrendszere feladatkezelésre.
A Mylyn nyílt forráskódú megvalósítása a Feladat-Fókuszú Interfésznek v. felületnek. Egy API-t biztosít azon eszközök számára, melyek magukba foglalnak feladat-fókuszú felületet. A szoftverfejlesztőknek segít a munkájuk hatékonyabb elvégzésében különböző feladatok esetén (pl. szoftver hibák felderítése, probléma leírások megoldása v. új funkció fejlesztése során). A feladatok integrálhatók a Mylyn-ben. Az összes feladat felhasználói aktivitását a Mylyn képes figyelemmel kísérni valamint megpróbálja azonosítani az egyes feladatokhoz tartozó információkat a feladat kézben tartásához. Ezt a feladat kontextust használja az Eclispe UI, hogy fókuszálni tudjon az egyes feladatokhoz tartozó információkra. A Mylyn integrálható olyan tárolókhoz (angoulul repository), mint pl. Bugzilla, Trac, Redmine, Mantis, JIRA, codeBeamer, Unfuddle, és Github.
A hatékonyság növelésére fókuszál, a keresések, lapozások, és navigáció csökkentésével. A feladat kontextus explicitté tételével a Mylyn továbbá megkönnyíti a többfeladatosságot, tervezést, korábbi erőfeszítések újrahasznosítását és a szaktudás megosztását.

## Projekt neve
A projekt neve a myelin-ből jött eredetileg, amely az az elektromosan sérülékeny réteg, amely körülveszi a neuronok axonját. 
Mivel a projekt eredeti neve a "Mylar" a boPET filmes cég védjegyének ismétlése lett volna, az Eclipse Foundation megváltoztatta a projekt nevét.

## Külső hivatkozások
- Mi is az a feladat-fókuszú UI? - Mylyn FAQ

## Fordítás
Ez a szócikk részben vagy egészben  a   Mylyn című angol Wikipédia-szócikk ezen változatának fordításán alapul.  Az eredeti cikk szerkesztőit annak laptörténete sorolja fel. Ez a jelzés csupán a megfogalmazás eredetét és a szerzői jogokat jelzi, nem szolgál a cikkben szereplő információk forrásmegjelöléseként.